# Русаково (Білозерський район)
Русако́во (рос. Русаково) — присілок у складі Білозерського району Курганської області, Росія. Входить до складу Ричковської сільської ради.
Населення — 49 осіб (2010, 46 у 2002).